# Монзенская железная дорога

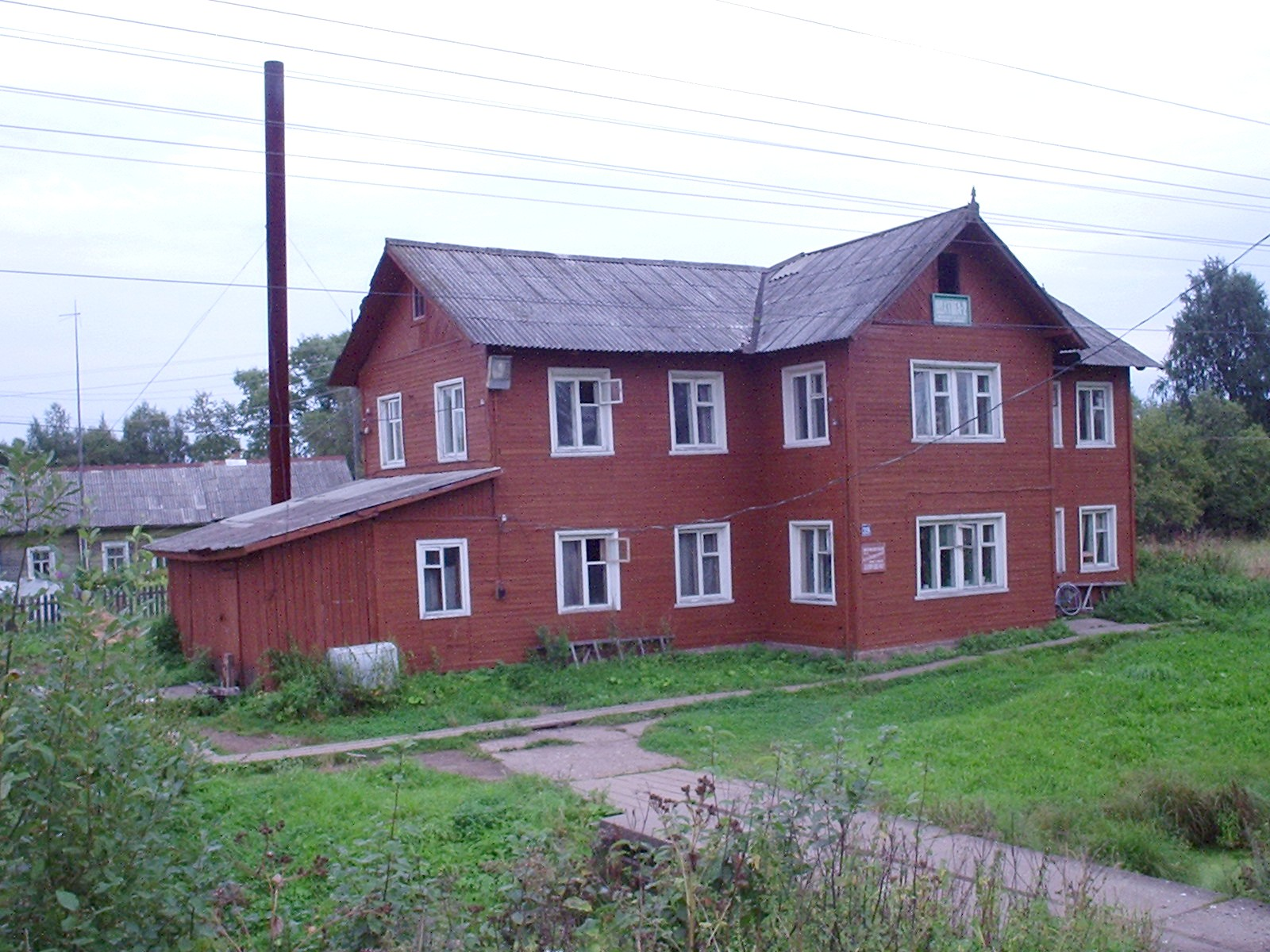
Вокзал Вохтога II. Управление Монзенской железной дороги

Мо́нзенская желе́зная доро́га — одна из крупнейших в России «ведомственных» железных дорог широкой колеи (1520 мм). Находится на землях Вологодской и Костромской областей. Владелец Монзенской железной дороги — ООО «Монзажелтранс», учредителями которого являются Монзенский ДОК, Череповецкий фанерно-мебельный комбинат и Солигаличский известковый комбинат. Управление железной дороги находится в посёлке Вохтога Грязовецкого района Вологодской области.
Участок Ламса — Солигалич находится в собственности Солигаличского известкового комбината. В служебных документах и статистических отчётах Монзенской железной дороги, а также в графиках исполненного движения этот участок отображён вместе с остальными участками.
Существует пассажирское движение по маршруту Вохтога — Каменка (прицепной вагон). На участках Ламса — Солигалич и Истопная — Юза имеется только грузовое движение. Перегон Юза — Кема законсервирован, хотя в 2018 году предпринимались попытки возобновить погрузку леса в Кеме.

## История
- Несмотря на то, что железная дорога строилась в годы развития ГУЛАГа, она не была лагерной.
- В 1929 году на реке Монзе, недалеко от села Демьянова, был создан Монзенский лесоучасток, принадлежавший тресту «Мосгортоп». Лес сплавлялся по рекам Монзе и Костроме. Всего за 2 года было сплавлено 60 000 кубометров леса. Вся древесина поступала в Москву на отопление, а так как не хватало каменного угля, то своевременная поставка древесины была вопросом выживания. Работы выполнялись вручную, на некоторых участках использовали лёгкие узкоколейки, по которым двигались вагонетки на конной тяге.
- В 1932 году произошли массовые лесные пожары, после чего «горельники» было решено вырубить в кратчайшие сроки. Это ускорило создание более крупной организации — Монзенского леспромхоза, задачей которого была поставка древесины на московские предприятия. После чего, осенью 1933 года, началось строительство самой Монзенской железной дороги. По редкому стечению обстоятельств, для дороги выбрали колею 1520 мм, а не узкую (750 мм), как тогда делалось на практике.
- В 1932 году разъезд Вохтога, начальный пункт Монзенской железной дороги, представлял собой четырёхпутную станцию с 6 домами по обе стороны железной дороги. Строительство лесопромышленной инфраструктуры начиналось буквально «с нуля». Вскоре после начала строительства дороги вдоль трассы появились многочисленные лесоучастки: Монзенский, Восьинский, Истопный, Прудовицкий и другие. Уже к 1935 году были построены участки Вохтога — Прудовица и четырёхкилометровая ветка от станции Истопная. С 1935 года на лесопунктах появлялись тракторы ЧТЗ-60, но ручной труд использовался до 1948 года.
- К концу 1939 года протяжённость ширококолейной железной дороги составила 41 километр, а количество лесопунктов составляло больше десятка.
- Несмотря на тяжёлую обстановку в годы Великой Отечественной войны, развитие Монзенской железной дороги продолжалось. В 1946 году велось активное строительство посёлка Каменка, тогда же была завершена 17-километровая железнодорожная ветка от станции Истопной. А в 1950 году был построен участок Прудовица — Лосья, откуда протянулась узкоколейка до посёлка Стеклянка.
- В 1951 году ручной труд полностью исчез, лесная промышленность была полностью механизирована. Монзенский леспромхоз перешёл на непрерывную рабочую неделю и стал полигоном новой лесохозяйственной техники. Благодаря этому стала возможна погрузка леса в специально загонявшиеся вагоны МПС, а сам леспромхоз был признан образцовым. По железной дороге возили делегации различных стран, дружественных СССР, даже Индии. Но до конца 50-х годов основными локомотивами были паровозы, несмотря на то, что лесопункты были укомплектованы новейшей на то время техникой.
- В 1959 году перегон Лосья — Стеклянка был перешит на широкую колею и присоединён к Монзенской железной дороге. Тогда же открылся участок Стеклянка — Ламса — Солигалич. Однако уже в 1960 году открылся участок Ламса — Гремячий, и ветка на Солигалич осталась в стороне. Но строительство железной дороги не остановилось. Через несколько лет она дошла до 142-го километра, к новообразованным Гремячинскому и Карицкому лесопунктам. Далее железная дорога дошла до Иды (154-й километр), где появился крупный одноимённый посёлок. Однако уже имелся Верёговский лесопункт в 30 километрах к востоку от Иды, в посёлке Кунож.
- В 70-х годах старые лесопункты закрылись, а посёлки утратили свой былой статус и превратились в деревни, но для них Монзенская железная дорога была единственной связью с внешним миром. В середине 70-х годах на дорогу поступили тепловозы ТЭМ2, ТГМ1, ТГМ3, ТГМ4, ТГМ6, ТГМ23, а паровозы были отправлены в металлолом.
- К началу 1980-х годов железная дорога перестала быть местной лесовозной веткой. Несмотря на то, что основным назначением был вывоз леса с лесопунктов, многие из которых были построены по ходу строительства железной дороги, существовали проекты превращения железной дороги в новую магистраль. Были планы, по которым Монзенская железная дорога должна была дойти до Никольска, оттуда в Великий Устюг, и через Ядриху выйти на Котлас. Стройка планировалась в исключительно экономических целях. К тому времени открылся перегон Ида — Кунож, а в 1988—1992 годах Монзенская железная дорога дошла до Кемы. После этого  дальнейшее строительство магистрали было остановлено, от строительства участка Кема — Никольск отказались, предпочтя провести туда автодорогу.
- Несмотря на кризис, в 1997 году на 76 километре открылся новый нижний склад Гремячинского лесопункта (в 41 км от него). В течение нескольких лет по маршруту Гремячий — Побоичная курсировал рабочий поезд. В XXI веке Монзенская железная дорога, несмотря на нестабильное состояние, продолжает работать.

## Текущее состояние

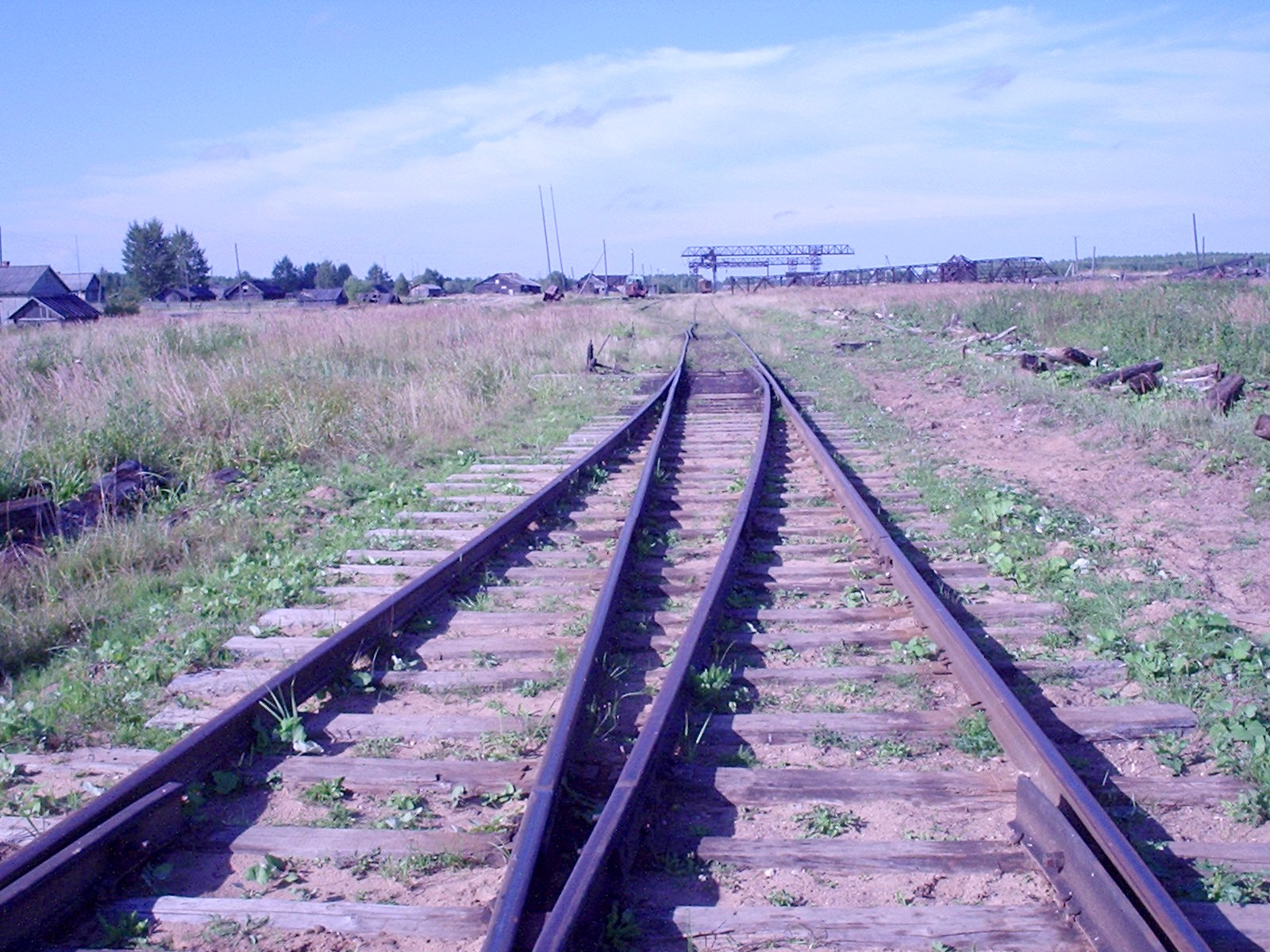
Станция Каменка

Монзенская железная дорога является убыточной. Тарифы на грузоперевозки очень высоки, но рентабельность, по словам работников «Монзажелтранса», составляет «минус 2 процента».
Монзенская железная дорога тесно взаимодействует с Северной железной дорогой (ОАО «РЖД»). Ежедневно 4 грузовых поезда вывозят грузы (в основном лес и продукцию Солигаличского известкового комбината) по съезду со станции Вохтога-2 на станцию Вохтога-1.
Железная дорога ремонтируется нерегулярно, на некоторых участках сохранились рельсы 1920-х годов выпуска, а участок Истопная — Каменка в 2004 году был признан аварийным.
По состоянию на июнь 2013 года активное движение поездов производится на всех участках, кроме участка Ида — Кема. При отсутствии вывоза леса участок Ида — Юза занят неиспользуемыми ОАО «РЖД» составами с хопперами во избежание кражи рельсов. Стоимость проезда по всему главному ходу (Вохтога — Ида) — 520 рублей.
В апреле 2019 года произошла авария мотовоза, перевозившего туристическую группу. В результате аварии прокуратура Вологодской области потребовала прекратить пассажирские перевозки полностью, поставив перед Монзажелтрансом выбор между переводом части линии в статус общего пользования и выселением жителей пристанционных посёлков в другие населённые пункты области.

## Пассажирские перевозки
Монзенская железная дорога является единственной связью большинства посёлков в прилегающих к ней районах. Исключение составляет лишь Солигалич, куда в 1984 году была проведена автодорога и пущен автобус из Костромы.
По состоянию на 2010 год на Монзенской железной дороге курсировал 1 двухгруппный пассажирский поезд № 101/103/102/104 сообщением Вохтога — Ида/Каменка. Состав формировался из трёх (в последние годы перед отменой — двух) плацкартных вагонов. Трёхвагонный состав на тепловозной тяге из Вохтоги доходил до Истопной, где 1 вагон отцеплялся и с отдельным локомотивом следовал в Каменку. Остальные 2 вагона следовали в Иду.

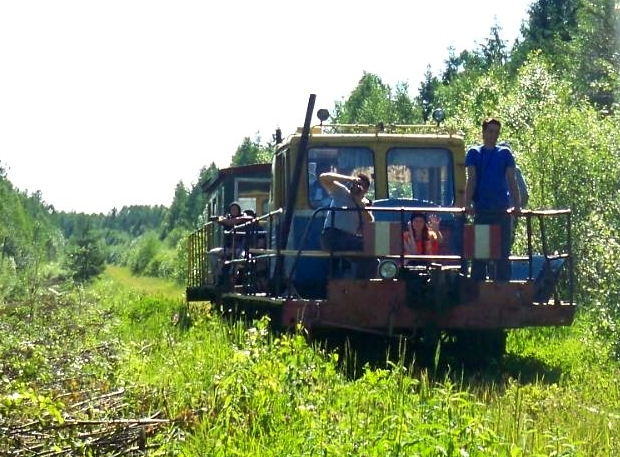
Пассажирский поезд из мотовоза с прицепным вагоном

Кроме этого, по состоянию на 2004 год по заявкам пассажиров организовывались спецрейсы мотовозов и дрезин по маршрутам Гремячий — Побоичная, Гремячий — Кунож и Истопная — Каменка.
Дальше Иды курсируют только рабочие поезда в виде мотовозов ДМ. Чёткого расписания нет.
В 1990-х годах по рабочим дням в период учебного года курсировал мотовоз Гремячий — Солигалич для перевозки учащихся, но позднее он был отменён.
В 2006 году проводился эксперимент по переходу на «дневной» график, но позднее от него отказались. В том же году отменён дневной рабочий поезд № 4201/4202 Вохтога — Истопная. На этом маршруте курсировал мотовоз. Тогда же поезда № 101/102 и 103/104 стали курсировать не ежедневно, а по особому графику:
- Из Вохтоги — по средам, пятницам, субботам и воскресеньям
- В Вохтогу — по понедельникам, четвергам, субботам и воскресеньям

С 1 по 28 апреля 2012 года пассажирское сообщение на дороге полностью прекращалось. К февралю 2014 года было окончательно отменено регулярное пассажирское сообщение на участке Истопная — Ида, пассажирский поезд обслуживает только участок Вохтога — Каменка.